# Рауталампі
Рауталампі (фін. Rautalampi) — громада в провінції Північна Савонія, губернія Східна Фінляндія, Фінляндія. Загальна площа території — 761,97 км, з яких 222,99 км² — вода. 

## Демографія
На 31 січня 2011 в громаді Рауталампі проживало 3469 чоловік: тисяча сімсот сорок вісім чоловіків і 1721 жінок. 
Фінська мова є рідною для 99,08% жителів, шведська — для 0,12%. Інші мови є рідними для 0,81% жителів громади. 
Віковий склад населення: 
- до 14 років — 13,89%
- від 15 до 64 років — 58,92%
- від 65 років — 27,36%

Зміна чисельності населення за роками:  
| Рік  | Чисельність |
| ---- | ----------- |
| 1980 | 4793        |
| 1990 | 4408        |
| 2000 | 3867        |
| 2010 | 3475        |
| 2011 | 3469        |